# Relaciones entre España y Estados Unidos
Las relaciones internacionales entre España y Estados Unidos se refieren a la coyuntura internacional que establecen estos países en temas como economía, política, comercio, etc. Estados Unidos y España establecieron relaciones diplomáticas en 1785, tan solo dos años después de la independencia norteamericana.
Ambos países se llegaron a enfrentar en la guerra hispano-estadounidense (1898), que obligó a España a ceder a Estados Unidos: Cuba, Filipinas, Guam y Puerto Rico. Sin embargo, sus relaciones diplomáticas actuales han sido más estables y óptimas. Ambos países pertenecen a organizaciones internacionales como: la ASALE, la AICO, el BERD, la BIPM, la CEI, la CEPAL, la CEPE, la COPANT, la FELABAN, el G-12, el G-20, el IICA, la OCDE, la ONU, la OSCE y la OTAN.
En términos de posición, EE.UU es el primer destino y origen de la inversión directa exterior española, con un 15,1 por ciento del stock de inversión española en el mundo en 2021. EE. UU. es el principal inversor (no ETVE) en España en términos de stock (18,82 por ciento del total), manteniendo una posición inversora de 99.761 millones de euros en 2021, en unas 1154 empresas en España (1760 indirectas); estas inversiones dan trabajo a unas 228.802 personas.
En la actualidad Estados Unidos mantiene dos bases militares enclavadas en suelo español, la Base Aérea de Morón y la Base Aeronaval de Rota. Hay alrededor de 187.000 españoles que residen en Estados Unidos y unos 41.000 estadounidenses que lo hacen en España.

## Precedentes

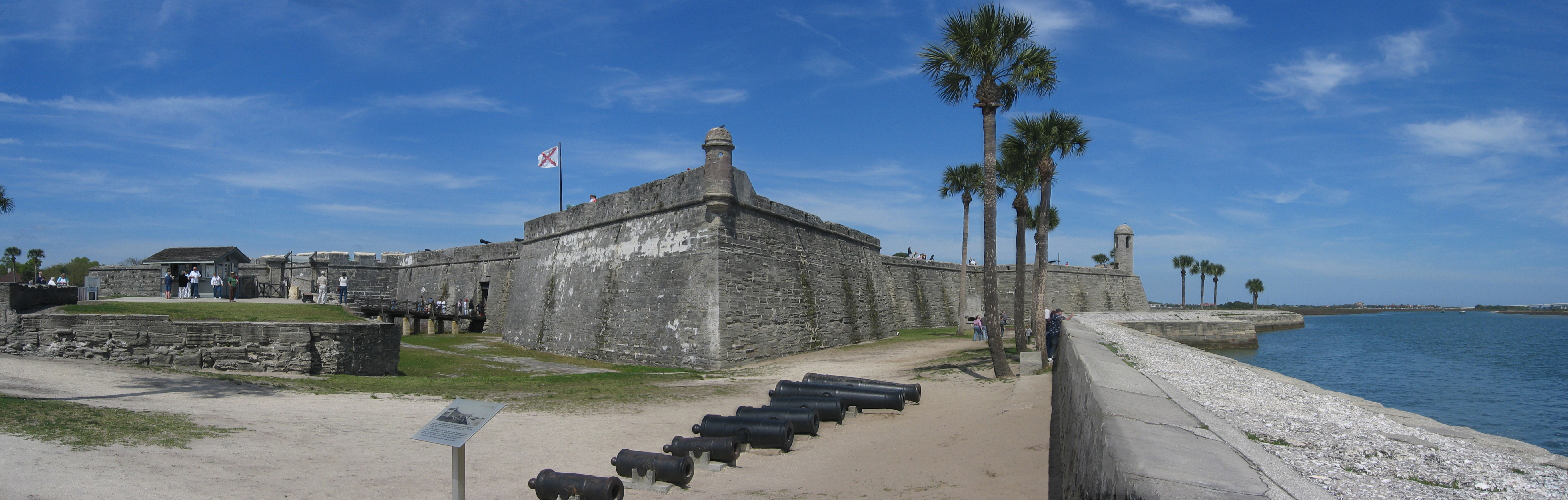
Vista de un baluarte del Castillo de San Marcos en San Agustín (Florida).

En 1513 Juan Ponce de León llegó a Florida e inició más de 300 años de presencia activa española en lo que hoy es Estados Unidos. España emprendió la evangelización, comercio y alianzas con los indígenas estadounidenses como la Nación Pueblo (Nuevo México), la Nación Chiksawy los Choctaw (originarios de la región de la Florida española, actualmente en Oklahoma) o los Navajo y Apache. Además, al norte de la Florida española se encontraban las Trece Colonias británicas.

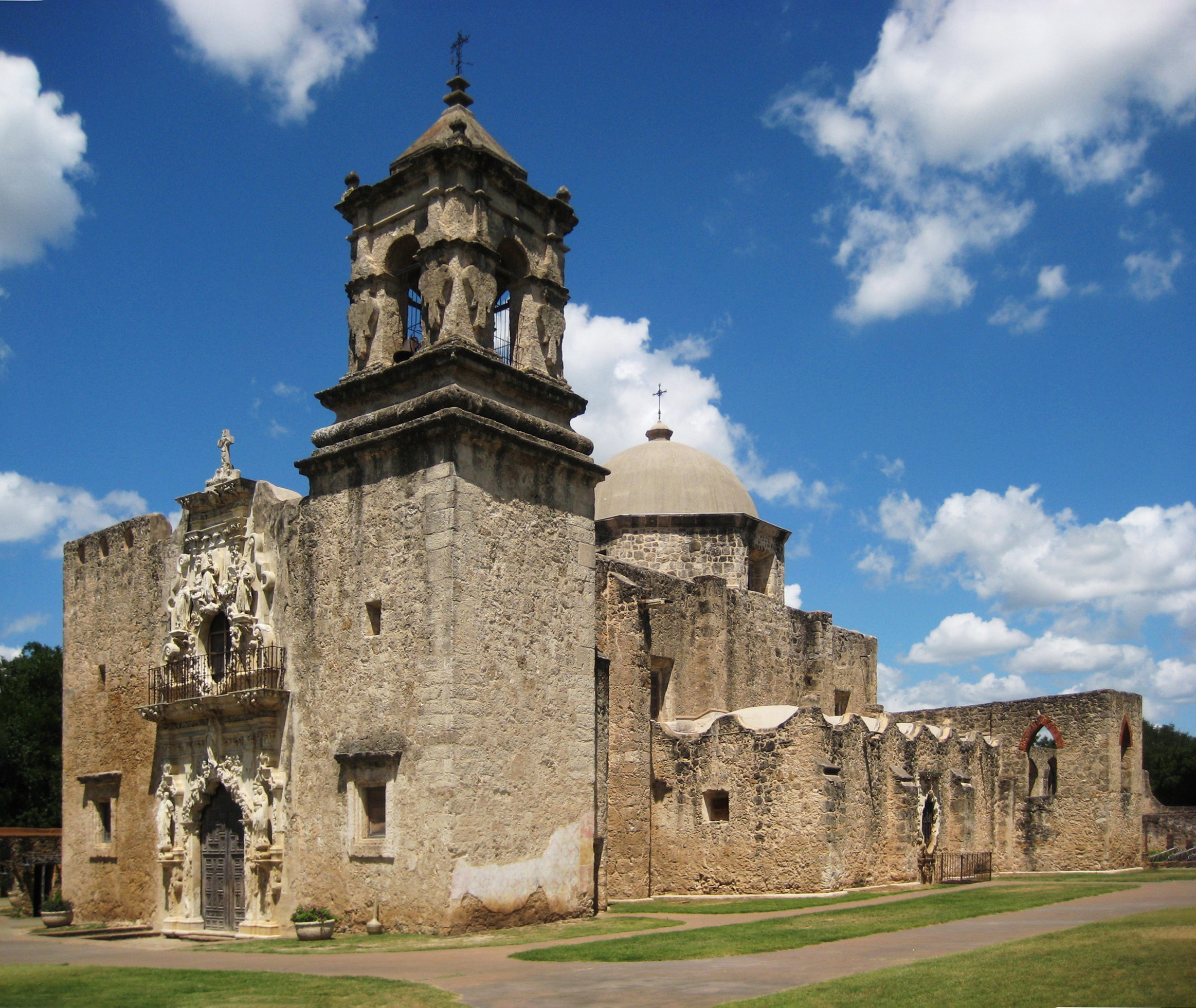
Misiones de San Antonio (Texas) Patrimonio de la Humanidad de la Unesco. En la foto, iglesia de la misión San José y San Miguel de Aguayo

El primer asentamiento europeo permanente en los actuales EE. UU. es San Agustín (1565), en Florida. Además, Santa Fe (Nuevo México) es la capital estatal más antigua de los Estados Unidos, fundada en 1610 como capital de la provincia de Santa Fe de Nuevo México. Hasta un total de dos tercios del actual territorio estadounidense llegó a pertenecer al Imperio español dentro de las provincias, gobernaciones o capitanías de Santa Fe de Nuevo México, Texas española, La Florida, Alta California, Luisiana española, Nutca, Puerto Rico e Islas Marianas.

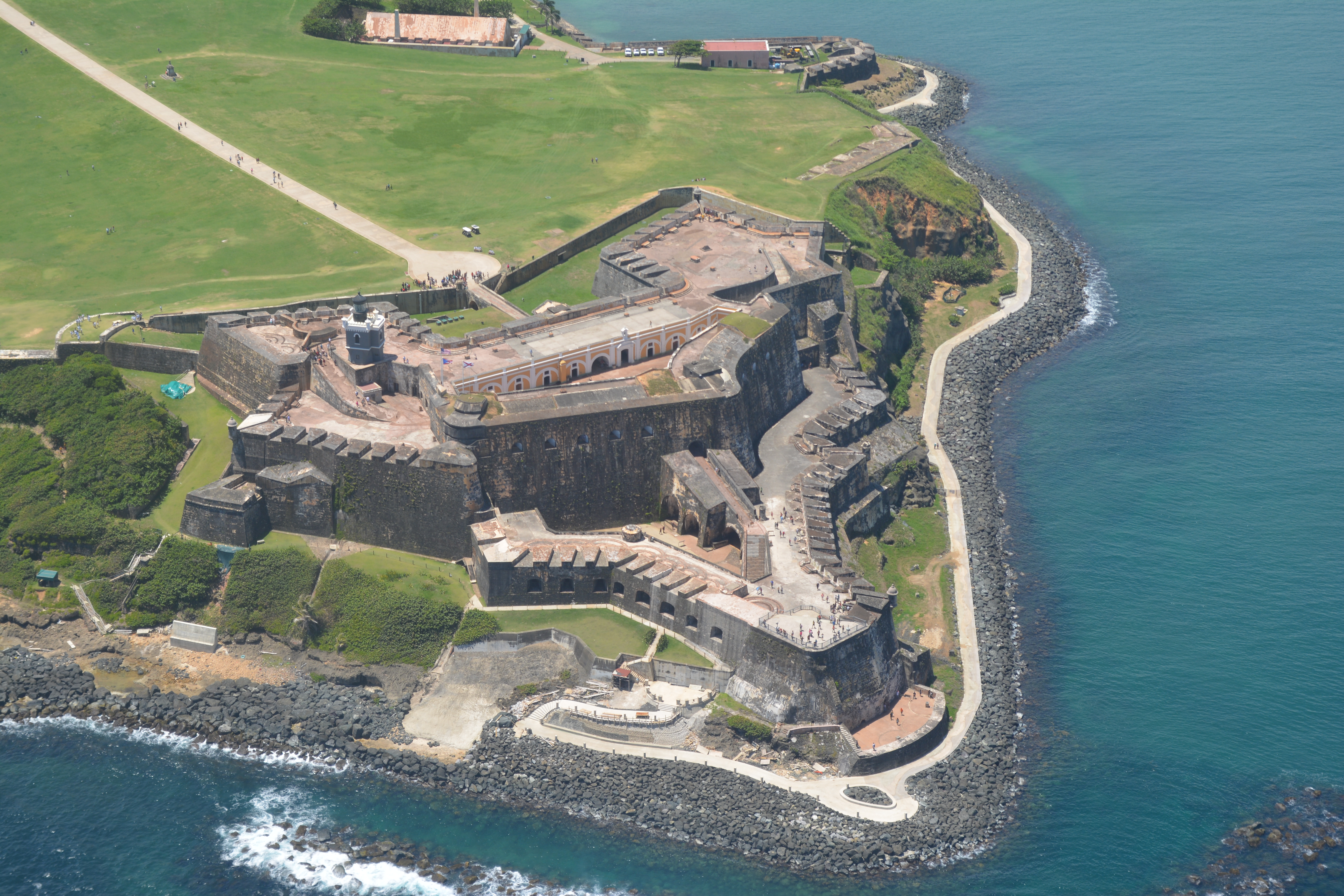
Fortaleza y Sitio Histórico Nacional de San Juan de Puerto Rico, Patrimonio de la Humanidad de la Unesco en los EE. UU.

La relación entre la parte continental de América del Norte y la colonia española de Cuba comenzó en el siglo XVIII gracias a los contratos comerciales entre las colonias europeas en el Nuevo Mundo. Debido a que el comercio, tanto ilegal como legal, aumentó en la colonia española, se intensificaron las relaciones comerciales entre Cuba y América del Norte, sobre todo en productos como el tabaco y el azúcar. Debido a la posterior ocupación británica de La Habana en 1762 estos puertos se comunicaron mejor con la isla y, a partir de la revolución de las Trece Colonias, España abrió sus puertos a América del norte.

## España y la independencia estadounidense

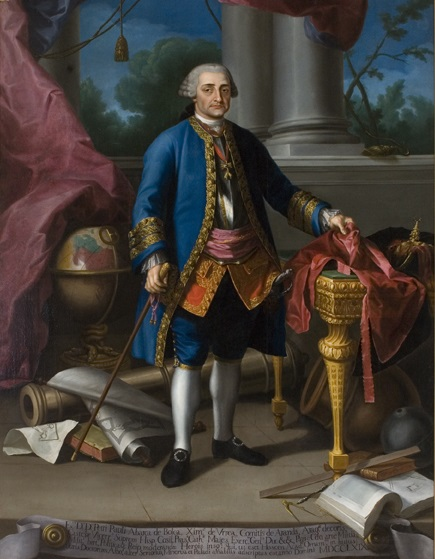
El conde de Aranda (1769) por Ramón Bayeu (Museo de Huesca).

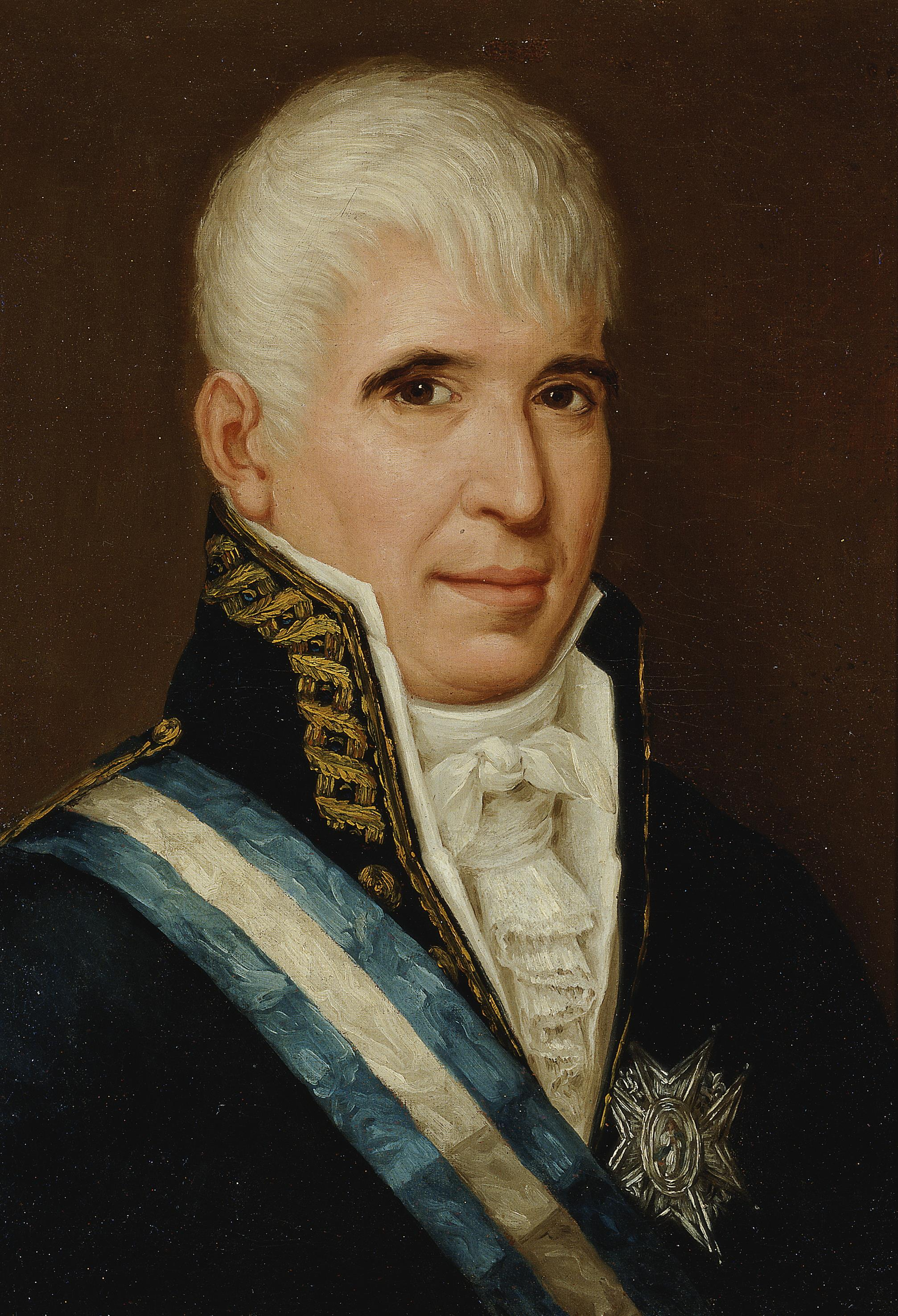
Retrato anónimo de Saavedra, Museo del Prado

La creación de los Estados Unidos y su independencia representan un hito histórico de enorme relevancia, que no habría sido viable sin el apoyo de España y Francia. Cuando las Trece Colonias se rebelaron contra Gran Bretaña, la principal potencia militar de la época, carecían de recursos como armas, pólvora y fondos para sostener la guerra. Entre 1775 y 1781, España proporcionó al ejército de Washington miles de armas, mantas, uniformes y préstamos por un valor superior a los 3 millones de pesos (equivalentes a 3 billones de dólares actuales), contribuyendo a las victorias de los patriotas en Saratoga y Yorktown. Personajes como el conde de Aranda, Francisco de Saavedra o Diego de Gardoqui participaron en dicha empresa.
Desde la Masacre de Boston en 1770 hasta bien iniciada la revolución de las Trece Colonias en 1776 el gobernador y general malagueño Don Luis de Unzaga y Amézaga ayudó a los colonos norteamericanos a través de una red de observadores, algunos comerciantes, otros agentes secretos y contactos familiares, entre ellos su suegro el francés St.Maxent, su primo el Marquis D'Amezaga, contacto clave 'espagnol' que logró muchos de los contactos financieros de la Corte francesa y europea para su amigo Benjamin Franklin, además su primo el comerciante Gardoqui o su joven cuñado, también malagueño, Bernardo de Gálvez, quien sustituirá a Unzaga desde 1777. Logrando así la familia Unzaga-Amezaga-Gardoqui-Saint Maxent-Galvez, a través de la Compañía secreta Roderiqe Hortalez et cie fundada por Unzaga en 1775, basada en la compañía de comercio internacional de su abuelo Thomas de Unzaga-Amezaga Gardoqui que se pudieran trasladar armas desde la fábrica de Unzaga en Eibar y otras ayudas como medicinas, alimentos, mantas... a través del Misisipi para no ser detectado por los británicos.

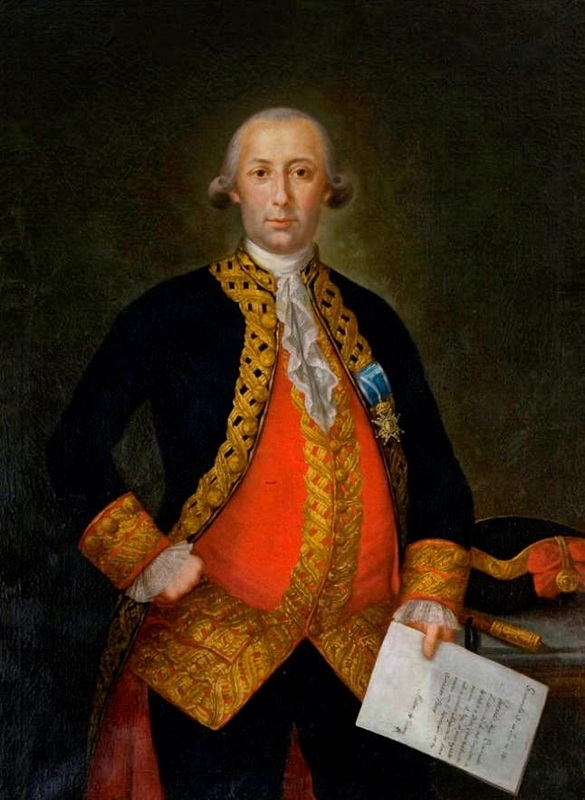
Retrato de Bernardo de Gálvez en el Capitolio de los Estados Unidos

Así, a raíz de la unión matrimonial en Nueva Orleans de Luis de Unzaga con Isabel St Maxent en 1775 y de Bernardo de Gálvez con Felicité St Maxent en 1777, se reforzó la misma idea de los pactos de familia entre los borbones durante la revolución de las Trece Colonias, tanto España como Francia apoyaron a éstas en detrimento de Inglaterra, y tras la batalla de Saratoga, Francia firmó un tratado de alianza con Estados Unidos en 1778. España no reconoció la independencia estadounidense hasta 1785 y solo entró formalmente en guerra contra Inglaterra en 1779, debido al riesgo de fomentar el mismo sentimiento independentista en sus colonias americanas, aunque por su parte, el gobernador general de la Luisiana española, don Luis de Unzaga y Amézaga, desde el verano de 1776 ya reconoció al general Charles Lee como "general de los Estados Unidos americanos", según las investigaciones del doctor Frank Cazorla, de la Luis de Unzaga Historical Society, y por tanto como representante español que secretamente atendió a las solicitudes de socorro de los padres fundadores de EE. UU., entre ellos Unzaga ayudó a George Washington, Patrick Henry, Robert Morris, John Hancock, Lyman Hall... e incluso a través de su primo el marqués D'Amezaga, también español aunque residiendo en la corte de París, quien fue clave en la coordinación de ayudas financieras a su amigo Benjamin Franklin, según las últimas investigaciones de la doctora Rosa Garcia-Baena, Coordinadora de la Unzaga-Amezaga Research Institute.
Estados Unidos envió a España a sus primeros representantes diplomáticos, al embajador John Jay quien desde 1782 ya se entrevistó con St.Maxent, suegro de Unzaga, quien a su vez, tras casarse con la norteamericana-francesa Elizabeth St Maxent, estableció en su propia residencia familiar en 1789 en Málaga el primer consulado norteamericano, teniendo como cónsul a Kirkpatrick. Posteriormente en 1797, a William Willis como segundo cónsul en Barcelona.
En época de Calos IV España firmó con el presidente George Washington el tratado de San Lorenzo. (1795), que supuso la renuncia de España a los territorios al norte del paralelo 31° N de La Florida española y que además garantizaba el derecho a los Estados Unidos de navegar por el Misisipi.

## España y los Estados Unidos en elsigloXIX

### Principios delsigloXIX
A comienzos del siglo XIX España y los Estados Unidos tuvieron una serie de conflictos diplomáticos y militares, la mayoría relacionados por la expansión territorial de Estados Unidos. En 1810, por mediación de un ejército de filibusteros, el presidente James Madison anexionó a Estados Unidos las franjas costeras de La Florida que corresponden a los actuales estados de  Luisiana, Misisipi y Alabama. En 1812 se produjeron nuevos intentos de expansión de los Estados Unidos a costa de los territorios españoles. Por medio de ejércitos de filibusteros se produjeron sendos intentos fallidos de ocupación del Texas español, y de La Florida española desde el puerto de Fernandina. Además, dentro de las campañas de la guerra de 1812, el ejército estadounidense de James Wilkinson ocupó el enclave de Mobile. 

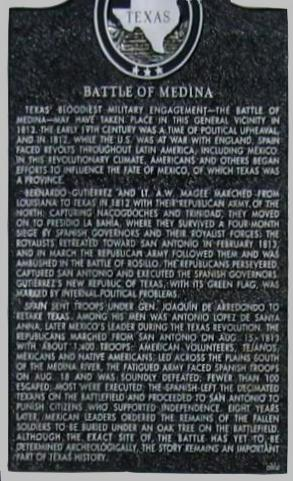
Victoria española en la batalla de Medina (1813)
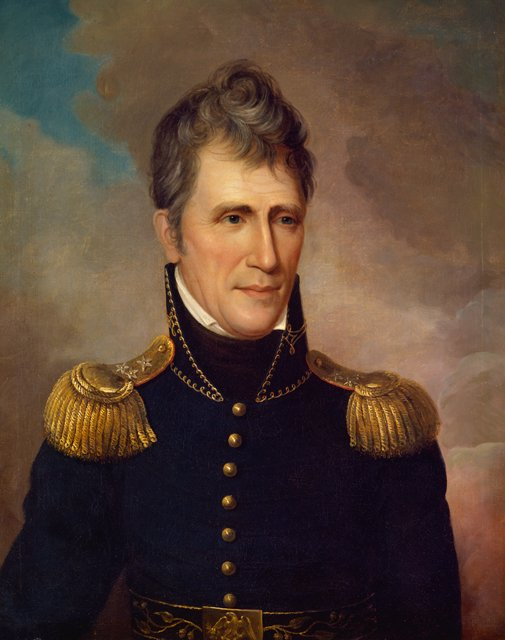
General Andrew Jackson (1819)
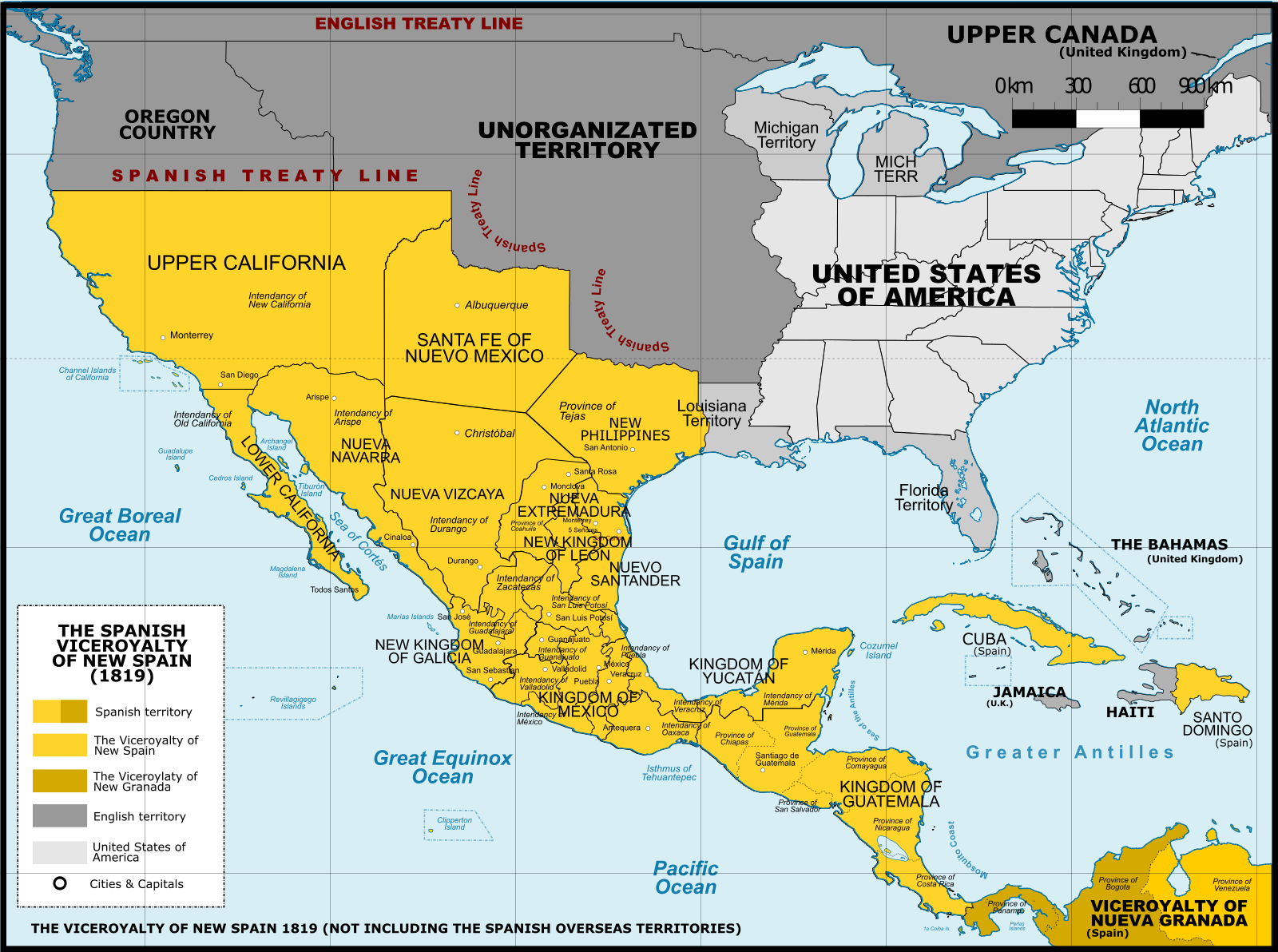
Situación entre España y los Estados Unidos en 1819 tras la anexión de La Florida por el tratado de Adams Onís
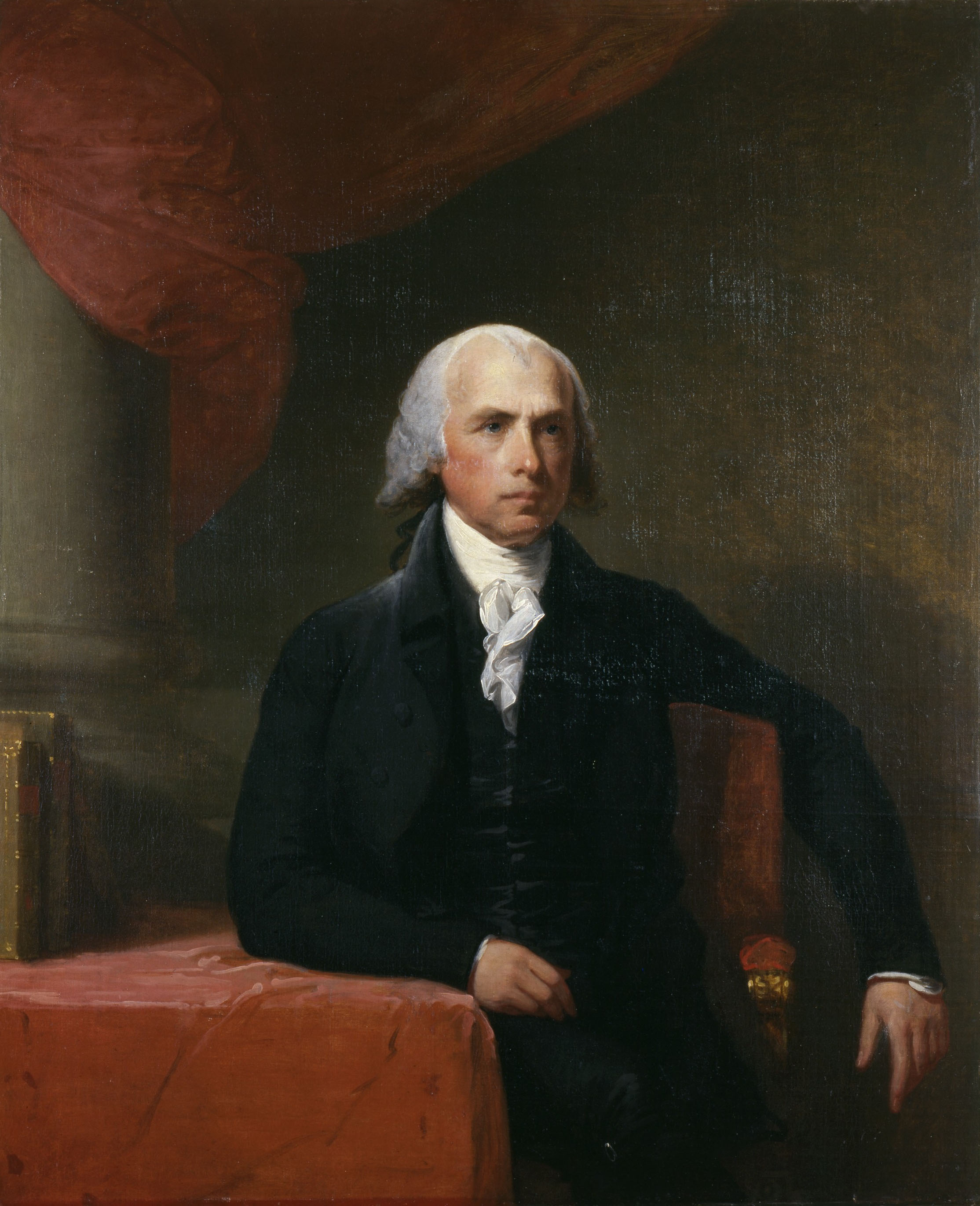
Presidente James Madison (1821)

La invasión estadounidense de La Florida por el ejército de Andrew Jackson tuvo lugar finalmente en 1818 en el marco de primera guerra seminola. Ante la inestabilidad política causada por las guerras de Independencia Hispanoamericanas y la guerra de Independencia de España, España firmó la venta de La Florida. El tratado de Adams-Onís (1819) reconoció la soberanía estadounidense de la Florida española (territorio que abarcaba los actuales estados de Florida y partes de Alabama, Misisipi y Luisiana). Sin embargo, Estados Unidos dejó abierta la puerta de nuevas reclamaciones territoriales que le permitieran expandirse hacia el oeste con la reclamación de la zona neutral entre el río Sabina y el arroyo Hondo entre Luisiana y la Texas española. 

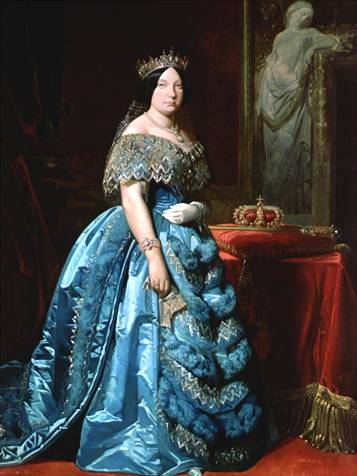
Isabel II.

A mediados de la década de los años 1820s España se opone a la política internacional de Estados Unidos en América, donde las antiguas colonias españolas se habían independizado o estaban a punto de hacerlo.

### Mediados delsigloXIX
A mediados del siglo XIX, y con la reina Isabel II como protagonista, las relaciones hispano-estadounidenses seguían siendo tensas. La política internacional desarrollada durante la llamada «Década Moderada» distanció aún más a los dos países. La anexión de la República Dominicana en 1861 y la guerra hispano-sudamericana (1865-1866) fueron motivo de disputa. En esta última, y ante los ataques españoles a Chile, el gobierno chileno pidió ayuda a través de su embajador a la Marina estadounidense que, aunque llegó a amenazar con el uso de la fuerza a la escuadra española, no llegó a intervenir.
Pero el tema que dominó las relaciones entre España y los Estados Unidos durante este período fue el de Cuba. Al mismo tiempo que los Estados Unidos deseaban ampliar su comercio y las inversiones en Cuba durante este período, las autoridades españolas aplicaron una serie de normas comerciales destinadas a desalentar las relaciones comerciales entre Cuba y los EE. UU. España creía que la invasión económica de Estados Unidos daría lugar a la anexión física de la isla, el reino de moda de su política colonial en este periodo. En 1854 el gobierno estadounidense ofreció al español una suma total de 130 millones de dólares por la compra de Cuba, alegando como excusa la poca importancia de la colonia cubana para España y la preocupación por «lesiones y molestias» (palabras del presidente Buchanan) que la isla originaba al pueblo estadounidense.
Durante la guerra civil estadounidense, España se mantuvo neutral, pero exigió a las dos facciones no atacar a Cuba, ya que España seguía creyendo que tras la guerra, la política imperialista internacional estadounidense se reanudaría.

### Guerra hispano-estadounidense

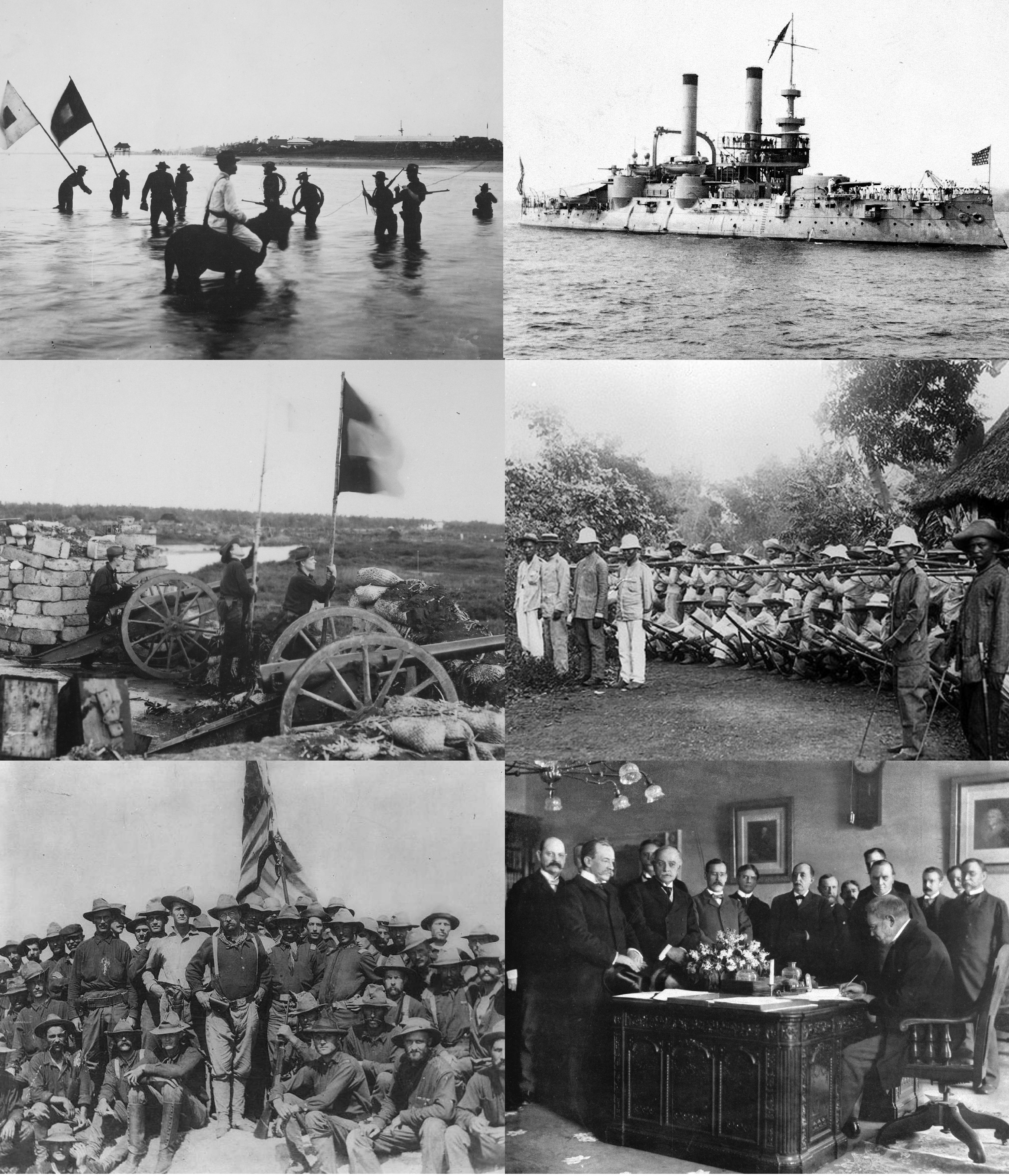
Varias imágenes de la guerra hispano-estadounidense de 1898.

Las hostilidades diplomáticas comenzaron en 1897 cuando el presidente estadounidense McKinley proponía ofrecer «ayuda» a España para resolver el problema independentista cubano, a la cual esta se negó; además, Estados Unidos también estaba interesado en otros territorios como Filipinas, Puerto Rico, Guam, etc.
Tanto William Randolph Hearst como Joseph Pulitzer, magnates periodísticos conectados a las altas esferas gubernamentales estadounidenses, manipularon las historias publicadas en sus periódicos para hacer creer a la opinión pública de EE. UU. que el pueblo cubano estaba siendo injustamente perseguido y maltratado por los españoles, y que la única manera de que los cubanos pudieran alcanzar su libertad era a través de la intervención militar estadounidense. Hearst y Pulitzer ensalzaban a menudo las historias en sus periódicos proporcionando nombres, fechas y lugares totalmente falsos de escaramuzas y atrocidades cometidas por los españoles. 
En 1898 se produjeron unos disturbios antiespañoles en La Habana que sirvieron de excusa para que el gobierno estadounidense enviara a la capital cubana al buque de guerra USS Maine, que fue destruido por una explosión en extrañas circunstancias.
La prensa estadounidense culpó a España del suceso, y un sentimiento belicista afloró en la opinión pública estadounidense, dando comienzo así a la guerra. La guerra finalizó con el llamado Tratado de París firmado el 10 de diciembre de 1898, y mediante el cual, España cedía los territorios de Filipinas, Puerto Rico y Guam a Estados Unidos. Fue este el acontecimiento que acabaría con lo que en su día fue el Imperio Español y originó en España una gran crisis política y social interna, dando lugar incluso a movimientos culturales, como la Generación del 98.

## Relaciones durante el reinado de Alfonso XIII
Tras la guerra hispano-estadounidense, fructificó en España un sentimiento antiestadounidense, pero durante la primera parte del reinado de Alfonso XIII, España mejoró su posición comercial y mantuvo estrechas relaciones con Estados Unidos, lo que provocó la firma de tratados comerciales entre ambos países en 1902, 1906 y 1910.
Durante la Primera Guerra Mundial, España se mantuvo neutral y fue una época de bonanza económica y comercial, sobre todo debido a la venta de productos industriales y agrícolas. En 1919, y tras el fin de la guerra y la Paz de París, España pasó a ser miembro fundador de la Sociedad de Naciones.
Durante la década de 1930, una década marcada por la Gran Depresión, España y los Estados Unidos no acercaron posturas y mantuvieron las mismas líneas diplomáticas que años anteriores.

## Guerra civil española (1936-1939)

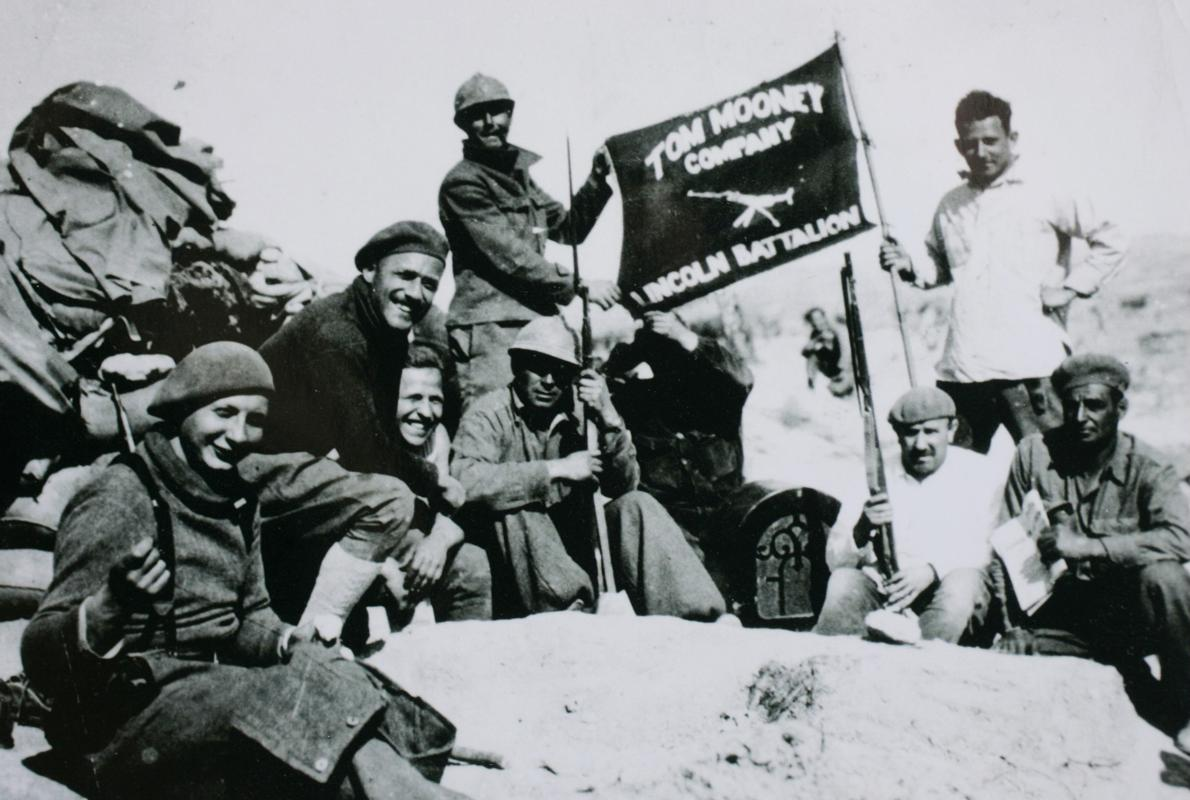
Miembros de la compañía Tom Mooney del batallón Abraham Lincoln en 1937.

Cuando la guerra civil española irrumpió en 1936 los Estados Unidos permanecieron neutrales y prohibieron cualquier venta de armas a cualquiera de los lados. Esta política mantuvo la misma línea que la mayoría de las potencias de Europa de no vender armas a ningún bando para que el conflicto no escalara en una guerra mundial. El Congreso apoyó el embargo con una votación casi unánime. El embargo se limitó al armamento mientras que las empresas estadounidense pudieron vender combustible y víveres a ambas facciones. Roosevelt apoyaba a los republicanos (la facción de izquierda o "leales"), pero la presión intensa que ejercieron los católicos americanos forzó a que mantuviera una política de neutralidad. Los católicos estaban furiosos por considerar que se ejercía una tortura sistemática, secuestros y ejecuciones de sacerdotes, monjes y monjas y miembros del clero por los anarquistas de la coalición republicana. La presión ejercida por éstos es considerada una de las pocas victorias políticas de los católicos conseguidas en el siglo XX en la Casa Blanca. Años después el propio Roosevelt se lamentó de no haberle vendido armas a los republicanos cuando tuvo la oportunidad.
Alemania e Italia por su parte proveyeron municiones, apoyo aéreo y tropas a los nacionalistas, liderados por Francisco Franco. La Unión Soviética ayudó al gobierno republicano y movilizó miles de voluntarios a la lucha, incluyendo varios cientos de estadounidenses en el Batallón Abraham Lincoln. La mayor parte del ejército se unió a los golpistas y poco a poco las fuerzas del gobierno tuvieron que irse retirando. En 1938 Roosevelt planeó enviar aviones de guerra americanos en secreto, a través de Francia para ayudar a la coalición republicana en una situación desesperada. Sus asesores lo desanimaron al entender que esto empeoraría la crisis europea.
Los nacionalistas, liderados por Francisco Franco, recibieron un apoyo importante de varias empresas americanas. La compañía americana Vacuum Oil Company en Tánger, por ejemplo, se negó a vender combustible a los barcos leales a la República; la Texas Oil Company desvió petroleros dirigidos para el bando gubernamental hacia un puerto controlado por Franco, Tenerife, y aportó toneladas de gasolina en crédito a Franco hasta el final de la guerra. Los fabricantes de vehículos Ford, Studebaker y General Motors proveyeron a los nacionalistas de 12 000 camiones. Después de que la guerra terminara, José María Doussinague, que era por aquel tiempo vicesecretario del ministro de Exteriores español dijo: "sin el petróleo americano, sus camiones y sus créditos jamás podríamos haber ganado la guerra civil". Mientras trabajaron para el North American Newspaper Alliance (NANA) el novelista Ernest Hemingway y la corresponsal de guerra Martha Gellhorn intentaron demostrar la conexión entre Adolf Hitler y Franco, incluso aunque ambos líderes no se gustaban mutuamente, y Franco tendía a manipular a Hitler para su propio beneficio durante la guerra; Franco nunca devolvió judíos refugiados a la Alemania Nazi como esta pedía, y cuando la División Azul fue despachada para ayudar a los alemanes se les prohibió combatir a los aliados, y solo lucharon contra los soviéticos. Aunque no tuvieron apoyo oficial, muchos voluntarios americanos como la Brigada Abraham Lincoln lucharon por los republicanos, al igual que anarquistas americanos como Sacco y Vanzetti y en la Columna Durruti.  Poetas americanos como Alvah Bessie, William Lindsay Gresham, James Neugass y Edwin Rolfe fueron miembros de las Brigadas Internacionales. Wallace Stevens, Langston Hughes, Edna St. Vincent Millay, Randall Jarrell y Philip Levine también escribieron poemas sobre la guerra civil. La poesía de Kenneth Porter habla del "aislamiento por el océano y 2000 millas de complacencia" que demostraban los americanos, además describía a los americanos como "hombres de los campos de trigo/ España fue un furioso sol que les trazó un camino de luz".
Durante y después de la guerra civil española, los miembros de la ALB (Abraham Lincoln Brigade) fueron considerados aliados de la Unión Soviética. Durante el período del pacto Molotov-Ribbentrop la ALB se unió a la American Peace Mobilization en protesta por el apoyo americano a los británicos contra la Alemania nazi.

## Estados Unidos y Franco

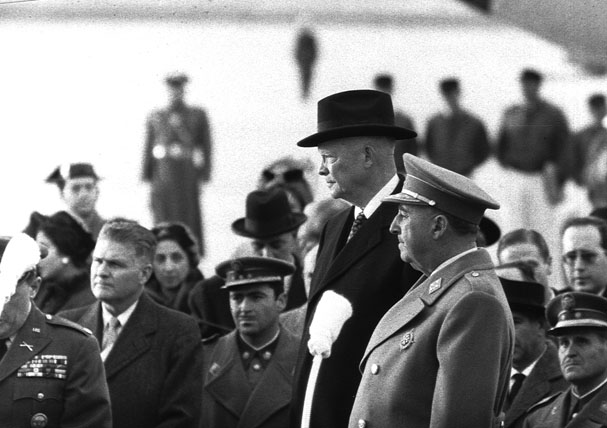
La visita del presidente estadounidense Dwight Eisenhower a España en 1959 es considerada el símbolo del fin del aislamiento internacional de España.

Tras el apoyo militar e ideológico del régimen franquista al Tercer Reich durante la Segunda Guerra Mundial, y tras la derrota de este, España quedó aislada en el contexto internacional y fuera del Plan Marshall. Debido a la Guerra Fría y a la posición estratégica de España, Estados Unidos se volvió a interesar por reanudar las relaciones. Esta alianza militar se afianzó en el Pacto de Madrid de 1953 y en 1955 España entró en las Naciones Unidas, además, el presidente estadounidense Dwight D. Eisenhower realizó una breve visita a España en 1959 para afianzar las relaciones. Los años siguientes visitarían a Franco en España los presidentes estadounidenses Richard Nixon (2 y 3 de octubre de 1970) y Gerald Ford (31 de mayo a 1 de junio de 1975). Las bases militares estadounidenses en territorio español fueron cuatro: tres aéreas (Base Aérea de Morón, Base Aérea de Zaragoza, Base Aérea de Torrejón de Ardoz) y una naval (Base Naval de Rota). Tras el fin de la Guerra Fría, debido a una política de retirada de efectivos militares de Europa, los estadounidenses abandonarían las bases de Torrejón y Zaragoza a principios de los años 90.
Entre 1969 y 1977, el período comprendido por los mandatos de Henry Kissinger como consejero de Seguridad Nacional y secretario de Estado durante las administraciones Nixon y Ford, la política exterior de los Estados Unidos en relación con España estuvo encaminada a garantizar el acceso estadounidense a las bases militares en territorio español.

## Relaciones durante la democracia

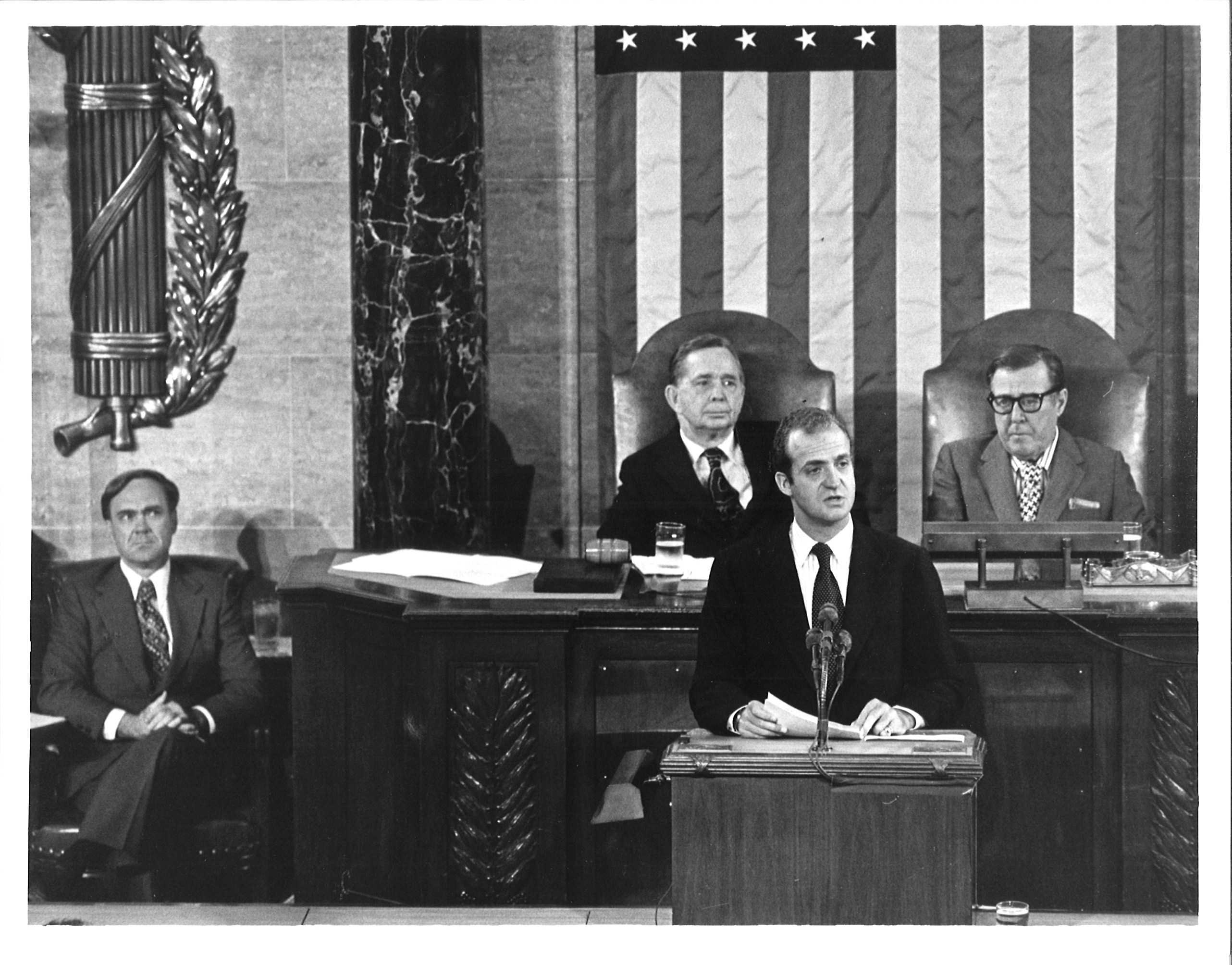
Alocución del rey Juan Carlos I en el Congreso de los Estados Unidos en 1976.

Tras la muerte de Franco en 1975, España y los Estados Unidos firmaron un tratado de Amistad y Cooperación, debido a la instauración del nuevo régimen democrático en España.
Entre los días 2 y el 6 de junio de 1976, los reyes de España, Juan Carlos I y Sofía de Grecia visitaron los Estados Unidos –un viaje calificado por el periodista Juan Manuel Fernández Fernández-Cuesta como el más importante de su reinado– en su primera visita de Estado. En esa mañana del 2 de junio fueron recibidos en la Casa Blanca por el presidente, Gerald Ford y la primera dama, Betty Ford. Por la tarde, Juan Carlos I se convirtió en uno de los tres jefes de Estado que en ese año que se celebraba el Bicentenario de los Estados Unidos pronunciaron un discurso ante el Congreso de los EE. UU.
En 1987, por primera vez un jefe de Estado español, Juan Carlos I, viajaba a la antigua provincia española de Puerto Rico y además, dedicó una estatua del rey Carlos III a la ciudad de Los Ángeles, fundada bajo mandato de este rey.

### Presidencias de Adolfo Suárez y Leopoldo Calvo Sotelo (1977-1982)
Adolfo Suárez visitó en un par de ocasiones a Jimmy Carter, en los que trató temas de actualidad en aquel momento, como la invasión soviética de Afganistán, las crisis de Irán o de Oriente Próximo.
En su visita a Madrid en 1980, Jimmy Carter se entrevistó con el rey Juan Carlos; el presidente del Gobierno, Adolfo Suárez, y el líder del PSOE, Felipe González. También mantuvo un «contacto informal» con Santiago Carrillo. Carter también aprovechó su corta visita (de solo 20 horas) para correr diez kilómetros por el Retiro a las cinco y media de la mañana. El viaje se cerró con un comunicado en el que se celebraba la evolución del proceso democrático español. Oficialmente, la entrada de España a la OTAN no fue tratada. El Ejecutivo español firmó el protocolo de adhesión en diciembre de 1981.

### Presidencia de Felipe González (1982-1996)

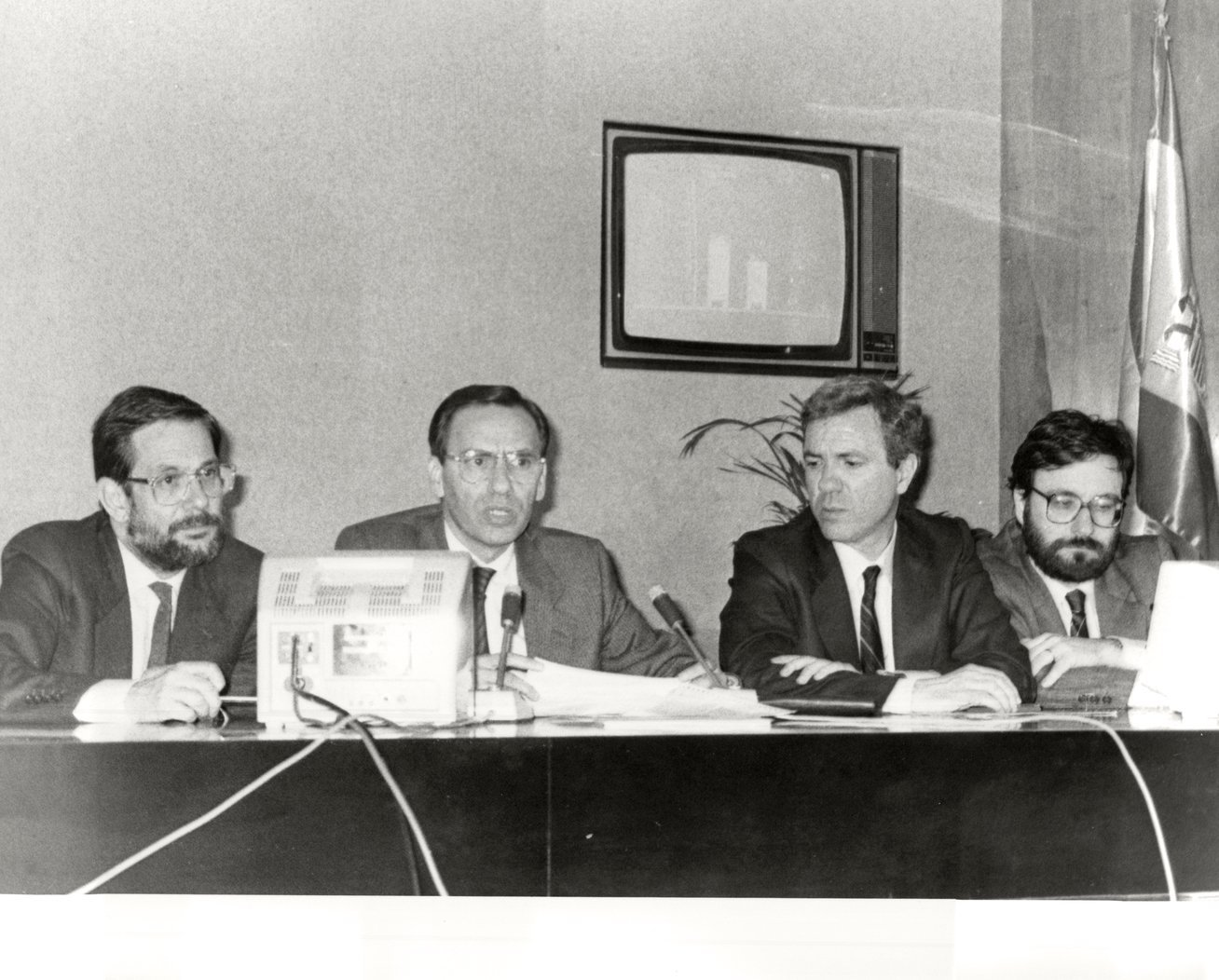
El vicepresidente del Gobierno Alfonso Guerra (segundo por la izquierda) comparece en rueda de prensa para dar los resultados del referéndum de la OTAN.

Las relaciones entre Washington y Madrid se reforzaron también con la incorporación de España a la Alianza Atlántica, tras la firma del Protocolo de Adhesión en diciembre de 1981 y su posterior entrada en vigor, incorporación que, aunque cuestionada en un primer momento por el Gobierno socialista que llegó al poder en España en octubre de 1982, se vio ratificada por el pronunciamiento favorable a la misma de la mayoría de los españoles que participaron en el referéndum convocado al efecto en marzo de 1986.
1986 fue igualmente el año de la incorporación de España a las entonces llamadas Comunidades Europeas –la Unión Europea de nuestros días-, una decisión de política exterior con importantísimas repercusiones en el plano interno que contó también con el firme y decidido apoyo de EEUU, una vez que se salvaron algunos diferendos de índole comercial. El ingreso de España en las estructuras euroatlánticas de cooperación en defensa (OTAN), y de integración política y económica europea (CEE y CECA) devolvió a España un papel de primer orden en el marco transatlántico, que no tenía al menos desde 1898.

### Presidencia de José María Aznar (1996-2004)
El 12 de junio de 2001, el 43 presidente de los Estados Unidos; George W. Bush inició su gira de países europeos en España. Tras pisar suelo español acudió al Palacio de la Zarzuela para reunirse con los reyes de España y después viajaría a la finca de Quintos de Mora en Toledo para reunirse con el presidente del Gobierno, José María Aznar. Esta finca pasaría a ser bautizada como el rancho de Aznar. Posteriormente, celebrarían una rueda de prensa en los jardines de La Moncloa.
Este día estaría marcado con el inicio de las relaciones bilaterales más estrechas de toda la historia entre España y los Estados Unidos.
El 16 de marzo de 2003, Aznar, Bush, el primer ministro del Reino Unido, Tony Blair, y el primer ministro de Portugal, Durão Barroso, se reunieron en las Azores.
En materia antiterrorista, Canadá y Estados Unidos fueron los únicos países americanos que clasificaron a la organización ETA como grupo terrorista.
Tras dejar Aznar la presidencia, fue patente la relación de amistad entre él y Bush. El 9 de noviembre de 2004, Aznar fue invitado por Bush a la Casa Blanca para mantener una reunión privada de 40 minutos, lo que contrastaba con el gesto de que el presidente norteamericano no contestó la llamada de Zapatero para felicitarle por su reciente reelección. Al año siguiente, la esposa de Aznar, Ana Botella y uno de sus hijos fueron invitados a la tribuna de honor durante la toma de posesión de George W. Bush para su segundo mandato. Aznar no pudo acudir por tener un compromiso en Madrid. En 2010, George W. Bush publicó sus memorias titulada Decision Points, en ellas describió a Aznar como un «líder visionario».
En mayo de 2014, Aznar visitó y posó junto al retrato que le realizó Bush y que se expone en su biblioteca presidencial en Dallas (Texas).

### Presidencia de José Luis Rodríguez Zapatero (2004-2011)

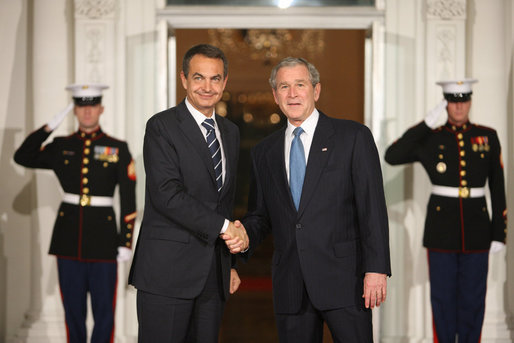
Zapatero y Bush en la cumbre del G-20 de Washington celebrada en noviembre de 2008.

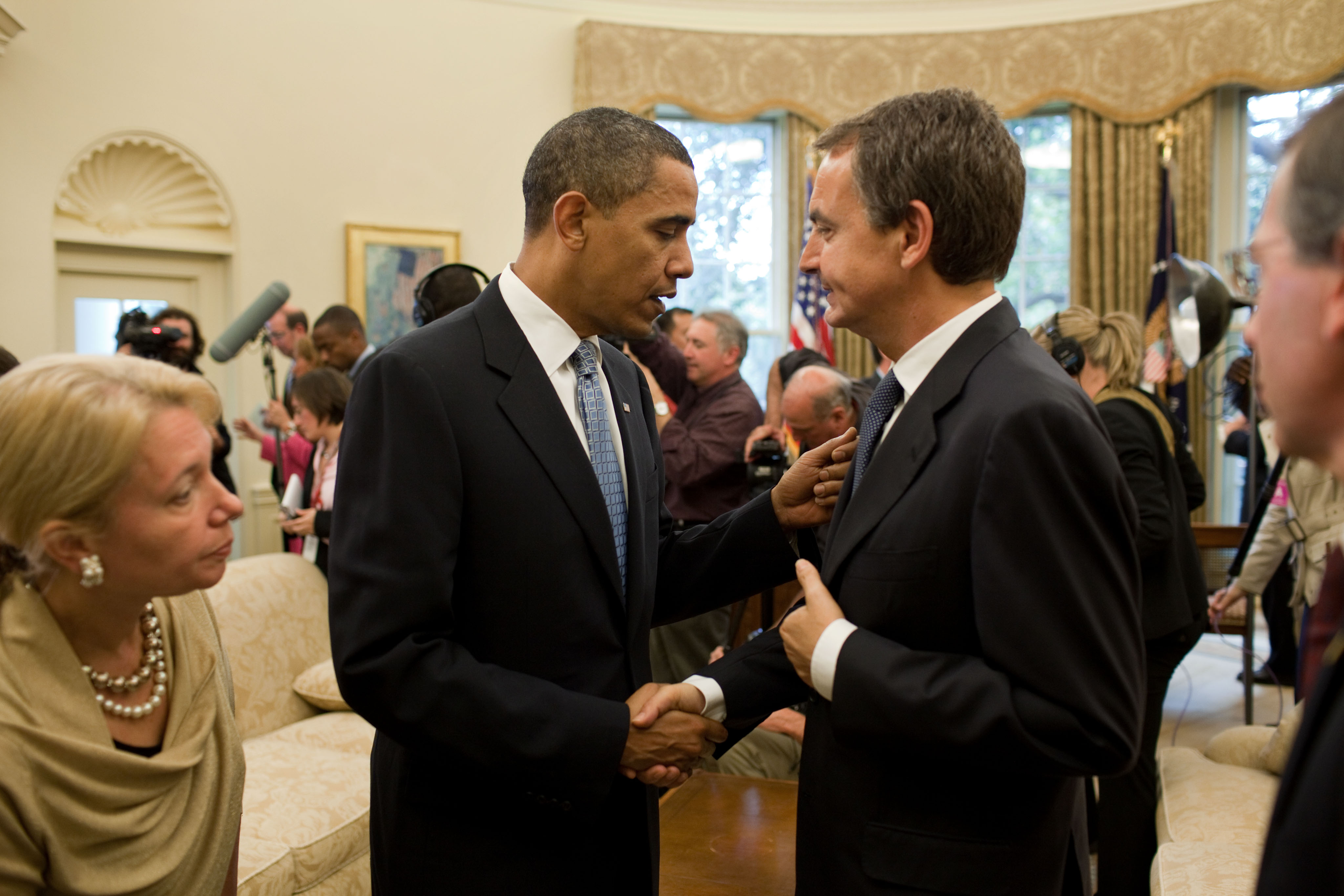
Barack Obama y Zapatero en la Casa Blanca en 2009.

Un año después, el 11 de marzo de 2004, y en víspera de las elecciones generales, España sufrió un atentado terrorista. Este atentado, que se cobró la vida de 191 civiles, originó un gran revuelo en la opinión pública. Tres días después, el 14 de marzo de 2004, se celebraron las elecciones generales, que fueron ganadas por el partido que entonces lideraba la oposición, el PSOE, pasando a ser presidente del gobierno José Luis Rodríguez Zapatero.
El 18 de abril de 2004 un día después de tomar posesión como presidente del Gobierno, Rodríguez Zapatero ordenó la retirada de las tropas militares españolas desplegadas en Irak, esta decisión no gustó a la Administración Bush, además se añadió dos hechos más: que Zapatero pidiera a otros países que siguieran su ejemplo y aquel gesto que realizó el 12 de octubre del año anterior de no levantarse al paso de la bandera estadounidense, se vio en los Estados Unidos como un desprecio a su país. Dichas relaciones bilaterales fueron inexistentes hasta 2009. En 2015, en un libro escrito por José Bono Diario de un Ministro reveló que en 2005 tuvo que recurrir a la ayuda del cantante español Julio Iglesias para poder reunirse con el entonces Secretario de Defensa, Donald Rumsfeld. Zapatero y Bush nunca mantuvieron ninguna entrevista oficial y únicamente se reunieron en tres ocasiones: en la cumbre de la OTAN en Estambul durante 7 minutos (en junio de 2004), en una cena (en septiembre de 2007) para tener una conversación de ocho segundos y ya por última en la cumbre de Washington del G20.
Tras los años de inactividad diplomática entre ambos países durante el gobierno de George W. Bush, la llegada de Obama a la Casa Blanca abrió un nuevo periodo en las relaciones bilaterales. El presidente español apoyó abiertamente la candidatura de Obama y, poco después de ganar las elecciones, Zapatero telefoneó personalmente a Obama para felicitarle.
Poco después, el ministro de Asuntos Exteriores español, Miguel Ángel Moratinos, visitó Washington en visita oficial para entrevistarse con la Secretaria de Estado estadounidense, Hillary Clinton, tras la cual, los dos dirigentes declararon que empezaba una nueva etapa en la relación entre España y los Estados Unidos; por otra parte, el ministro español se comprometió a acoger a presos de la prisión de Guantánamo.
Obama y Zapatero no se vieron en persona hasta la cumbre del G-20 en Londres, el 2 de abril de 2009, y tuvieron su primera entrevista oficial en la cumbre de Praga tres días después, donde se reunieron 45 minutos, y sería la primera entrevista oficial entre un presidente español y uno estadounidense desde 2004.
El 3 de junio de 2009, la secretaria de Organización del PSOE Leire Pajín aseguró que «el próximo acontecimiento histórico que se producirá en este planeta, la coincidencia en breve en ambos lados del Atlántico de Obama y Zapatero en la presidencia de la Unión Europea».
Al año siguiente, desde el 1 de enero hasta el 30 de junio de 2010, España presidía por cuarta vez la Unión Europea.

### Presidencia de Mariano Rajoy (2011-2018)

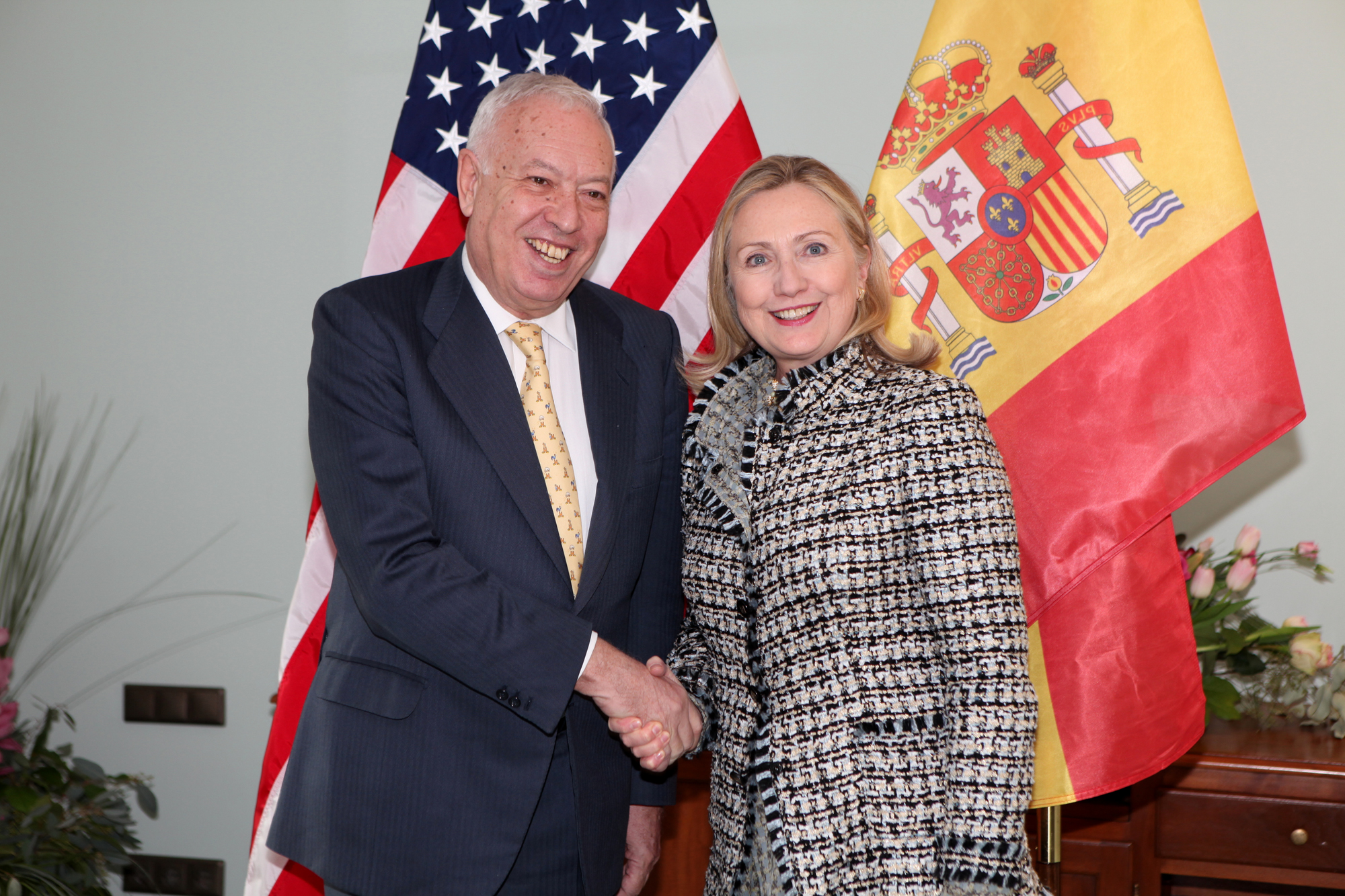
El ministro español de Asuntos Exteriores, García-Margallo, con la Secretaria de Estado de los Estados Unidos, Hillary Clinton en 2012.

El 21 de diciembre de 2011, Mariano Rajoy (Partido Popular) tomaba posesión como sexto presidente de Gobierno en periodo democrático. Veinticinco meses después de alcanzar la presidencia, el 14 de enero de 2014, Rajoy visitaba la Casa Blanca.

### Presidencia de Pedro Sánchez (desde 2018)

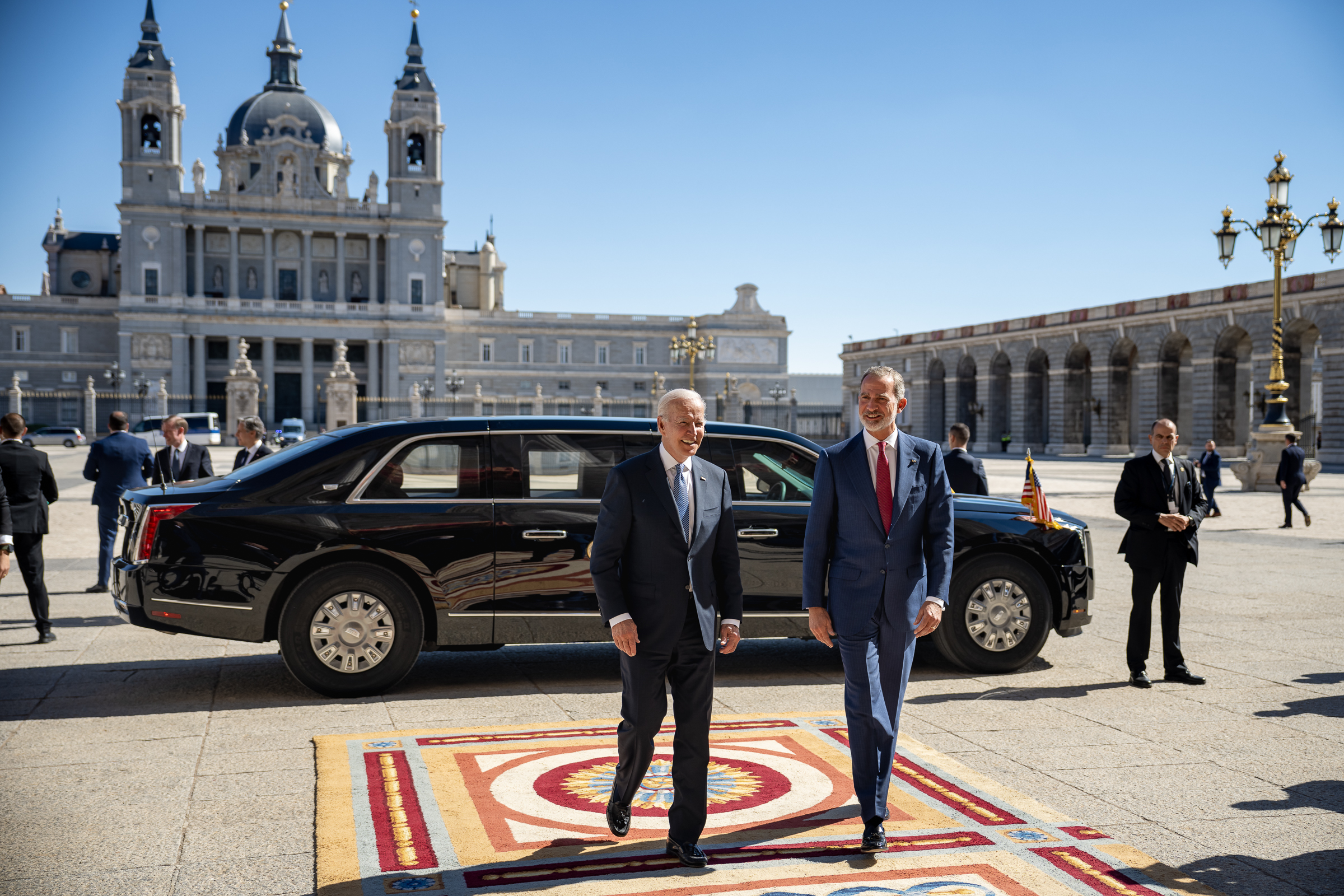
El rey Felipe VI de España y el presidente estadounidense Joe Biden en el Palacio Real de Madrid, durante la cumbre de la OTAN en Madrid de 2022.

Estados Unidos ha apoyado en varias ocasiones la unidad e integridad territorial de España.
En 2021, las relaciones entre Estados Unidos y los países miembros de la UE se enfrentaron por el abandono de las tropas americanas en Afganistán, más por la creación de la alianza anglosajona AUKUS sin contar con la UE. Esto provocó una firme propuesta de la UE para crear un ejército europeo independiente de Estados Unidos. Sin embargo, como consecuencia de la invasión rusa de Ucrania, tanto Europa como Australia, Canadá, Corea del Sur, Japón y Nueva Zelanda acordaron fortalecer relaciones militares en la OTAN, cuya cumbre de 2022 se realizó en Madrid. A pesar de esto, en octubre del mismo año, el alto representante español de la política exterior de la UE, Josep Borrell, criticó la dependencia de Europa con Estados Unidos y Rusia, declarando: "lo que está ocurriendo ahora es la toma de conciencia de que esto no basta. Esto no basta, porque no podemos ser herbívoros en un mundo de carnívoros".
En junio de 2023, ambos países reforzaron los intercambios económicos y las relaciones culturales a través de Castilla y León (España). En julio del mismo año, varias compañías de informática estadounidenses eligieron a España como país europeo para invertir en la fabricación de microchips.

## Misiones diplomáticas residentes
| de España en los Estados Unidos - Embajada de España en Estados Unidos (Washington D. C.) - Boston (consulado-general) - Chicago (consulado-general) - Houston (consulado-general) - Los Ángeles (consulado-general) - Miami (consulado-general) - Nueva York (consulado-general) - San Francisco (consulado-general) - San Juan (consulado-general) | de los Estados Unidos en España - Sede de la Embajada de los Estados Unidos en España (Madrid) - Barcelona (consulado-general) - Fuengirola (agencia consular) - Las Palmas de Gran Canaria (agencia consular) - Palma de Mallorca (agencia consular) - Sevilla (agencia consular) - Valencia (agencia consular) |

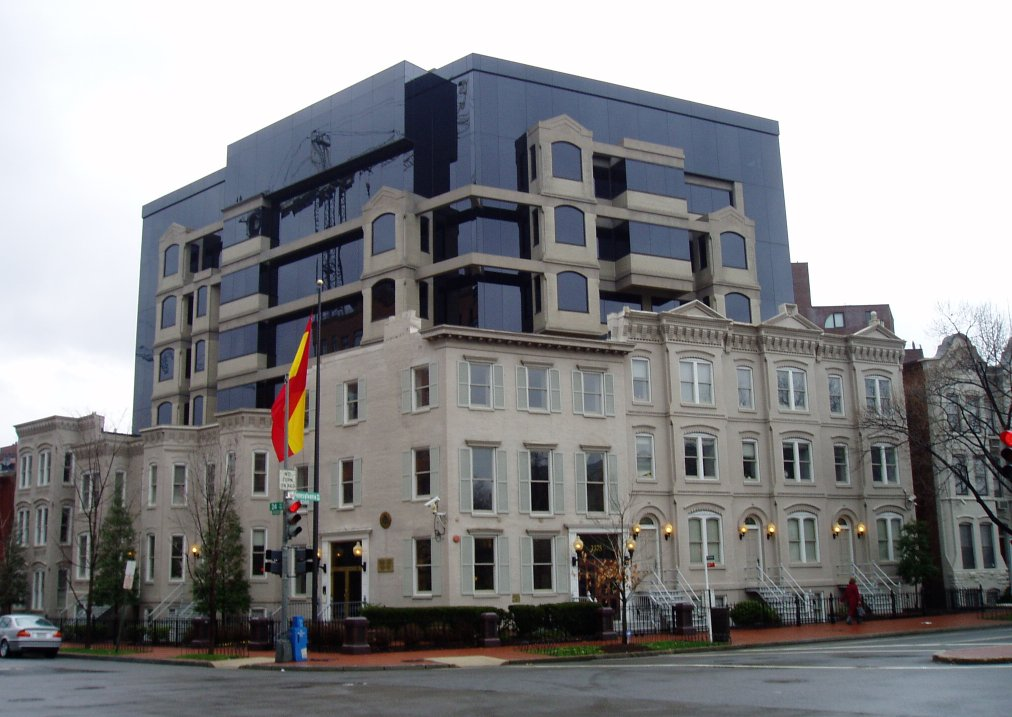
Embajada de España en Washington, D.C.
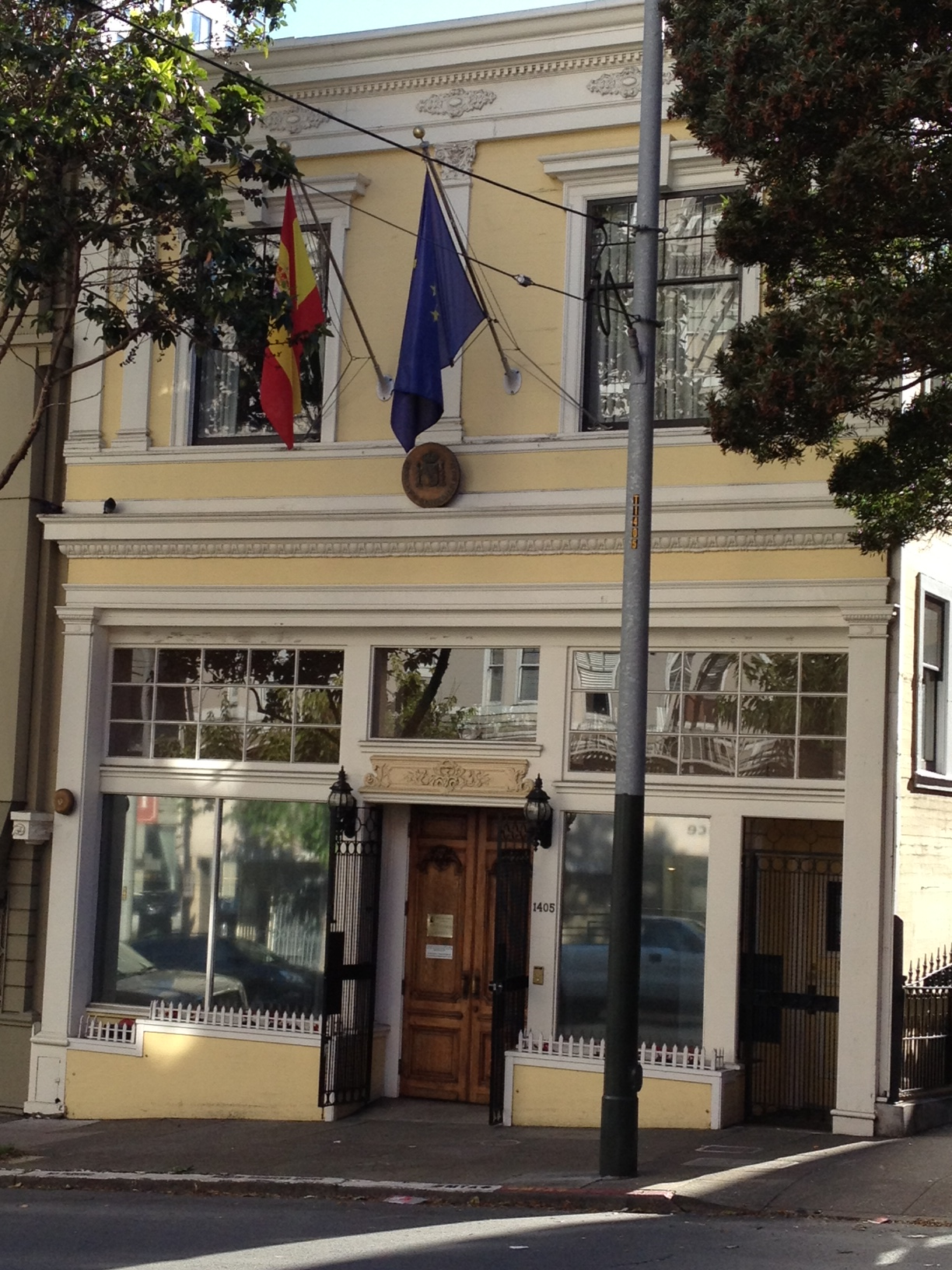
Consulado-General de España en San Francisco.
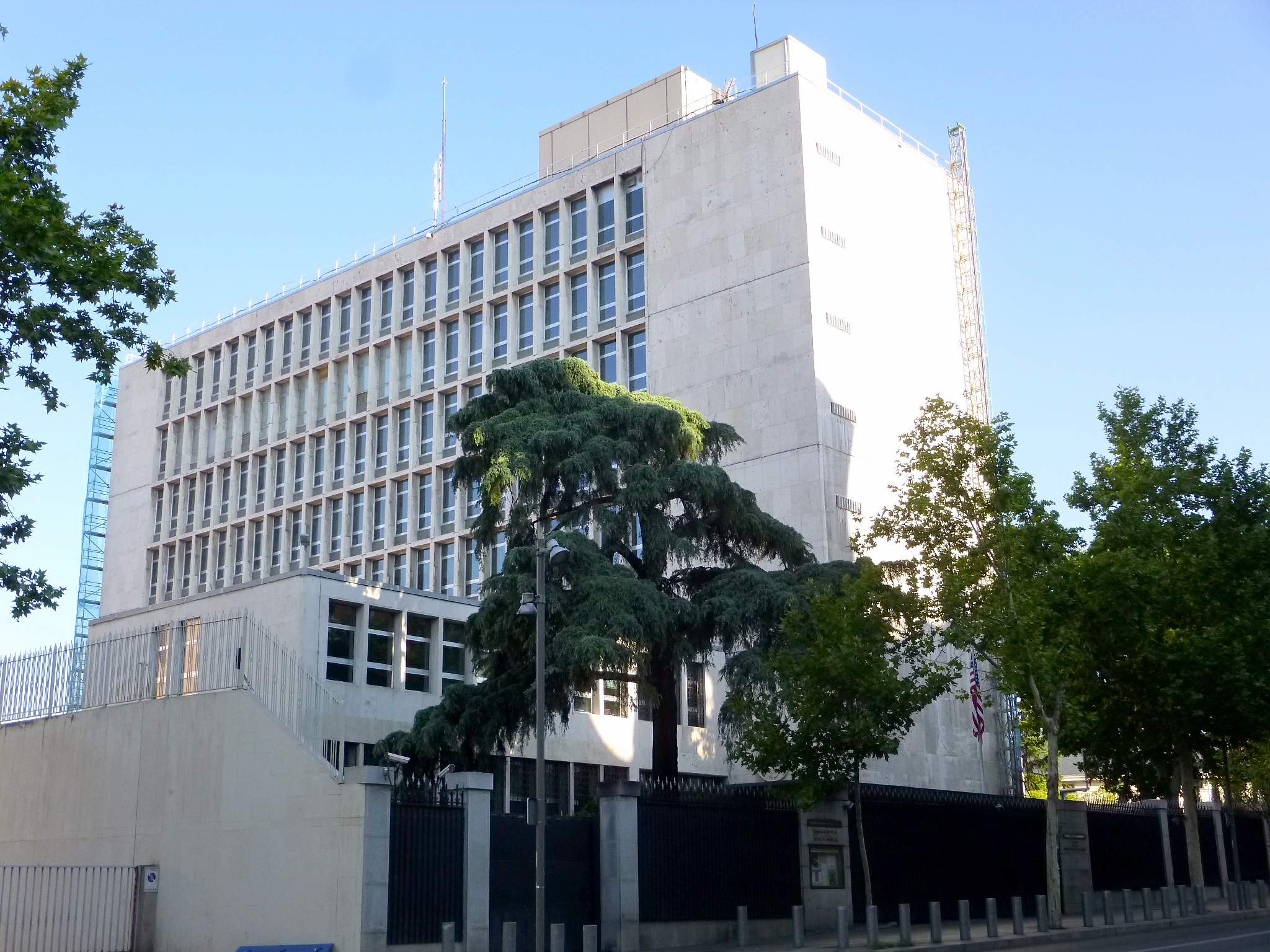
Embajada de los Estados Unidos en Madrid.
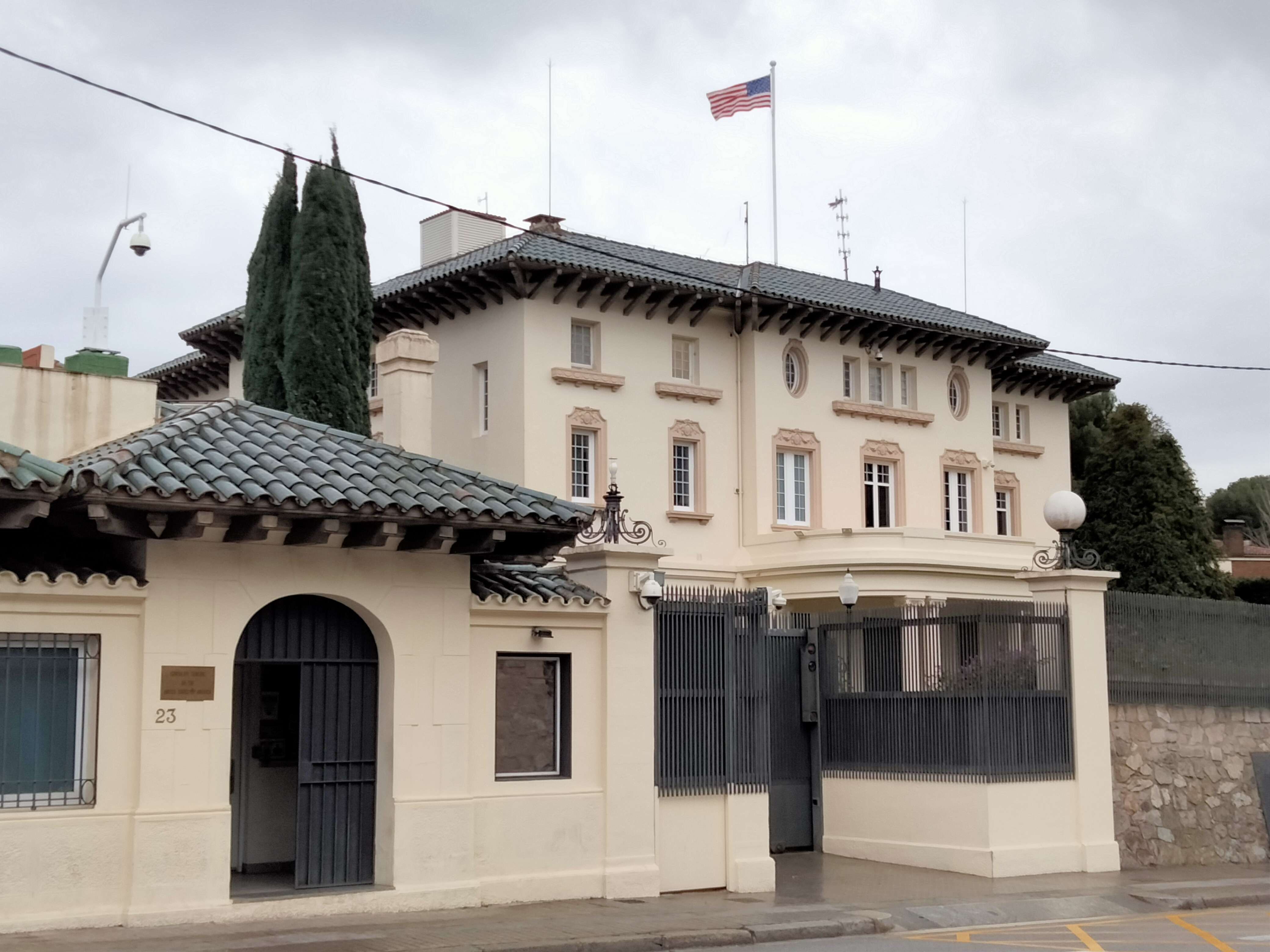
Consulado-General de los Estados Unidos en Barcelona.